# مغامرات تان تان: سر اليونيكورن
مغامرات تان تان: سر اليونيكورن (بالإنجليزية: The Adventures of Tintin: The Secret of the Unicorn)‏، هي لعبة فيديو من نوع مغامرات من تطوير يوبي سوفت مونبلييه طرحت لأول مرة سنة 2011 على جميع الأنظمة وفي 2012 على سيمبيان.

## قصة
قصة اللعبة مستوحاة من فيلم مغامرات تان تان 2011.